# パク・ソダム
パク・ソダム（朝: 박 소담、1991年9月8日 - ）は、韓国の女優。アーティストカンパニー所属。

## 来歴
貞信女子高校在学中にミュージカル『グリース』を観て演技に興味を持つ。韓国芸術総合学校に進学後、オーディションを経て複数の独立映画に出演し、女優としてのキャリアを開始。2013年公開の独立映画『スティール・コールド・ウインター〜少女〜』で長編映画デビューを果たした。
2015年、観客動員数1,300万人超えを記録した映画『ベテラン』や『王の運命 -歴史を変えた八日間-』に出演した他、『プリースト 悪魔を葬る者』では悪霊に取り憑かれた少女・ヨンシン役を演じ、数々の映画賞を受賞した（受賞歴参照）。
2016年にはKBS2ドラマ『ビューティフル・マインド〜愛が起こした奇跡〜』でテレビドラマ初主演を飾り、続くtvNドラマ『シンデレラと4人の騎士』でも主演。
2017年8月、カラメルエンターテインメントからアーティストカンパニーに事務所移籍。
2019年公開のポン・ジュノ監督映画『パラサイト 半地下の家族』に、半地下で生活するキム家の長女・ギジョン役で出演。作品として米アカデミー賞作品賞を含む4部門ならびにカンヌ国際映画祭パルム・ドールを獲得するなど国際的に高い評価を得、出演者の一員として全米映画俳優組合賞キャスト賞を受賞した。
2019年、女優のパク・ウォンスクは6親等の親戚であることを公表した。
2021年12月、甲状腺乳頭がんと診断され、手術を受けたことを公表した。

## 出演

### 映画
- 多くもなく少なくもなく（2013年） - 女子高生 役 ※短編映画
- スティール・コールド・ウインター〜少女〜（2013年） - ジヨン 役
- イントゥギ（2013年） - ヨニ 役
- 死刑劇場（2013年）  - 女子高生 役 ※短編映画
- 本当にきれいなもの（2014年） - ウンソン 役
- 殺されたミンジュ（2014年） - オ嬢 役
- 愛のタリオ（2014年） - クラブ チョンの友人 役
- レディアクション〜4つの青春〜「プレイガール」（2014年） - ヨンジュ 役
- 尚衣院ーサンイウォンー（2014年）- ユウォル 役
- スジ（2014年） - 主演：スジ 役 ※短編映画
- 輪（2014年） - イ・ミヨン 役 ※短編映画
- セシボン（2015年） - 女子高生1 役
- 京城学校 消えた少女たち（2015年） - ホン・ヨンドク（和恵） 役
- ベテラン（2015年） - あどけない末っ子 役
- 王の運命 -歴史を変えた八日間-（2015年） - 女官ムン・ソウォン  役
- プリースト 悪魔を葬る者（2015年） - イ・ヨンシン 役
- 隣のバンパイア（2015年） - ナミ 役 ※短編映画
- ブルーマンデーの女（2015年） - ソダム 役 ※短編映画
- 雪行ー雪道を歩く（2016年） - マリア 役
- プロミス〜氷上の女神たち〜（2016年） - リ・ジヘ 役 ※特別出演
- 隊長キム・チャンス（2017年） - ハン・ヨンヒ 役 ※特別出演
- 群山: 鵞鳥を咏う（2018年） - チュウン 役
- アンダードッグ（2019年）- パミ 役（声優） ※アニメーション映画
- パラサイト 半地下の家族（2019年） - キム・ギジョン 役
- 福岡（2020年） - 主演：ソダム 役
- パーフェクト・ドライバー/成功確率100%の女（2021年） - 主演：チャン・ウナ 役
- PHANTOM ユリョンと呼ばれたスパイ（2023年） - ユリコ　役

### ドラマ
- 赤い月（2015年、KBS2） - 和緩翁主 役
- 初めてだから（2015年、On Style） - 主演：ハン・ソンイ 役
- ビューティフル・マインド〜愛が起こした奇跡〜（2016年、KBS2）- 主演：ケ・ジンソン 役
- シンデレラと4人の騎士（2016年、tvN） - 主演：ウン・ハウォン 役
- 青春の記録（2020年、tvN） - 主演：アン・ジョンハ 役
- もうすぐ死にます（2023年-2024年、TVING） - 主演：死 役

### バラエティ
- 三食ごはん　山村編 (2019年、tvN）

### 舞台

#### 演劇
- レット・ミー・イン（2016年1月21日 - 2月28日、芸術の殿堂 CJトウォル劇場） - 主演：イーライ 役
- クローサー（2016年9月6日 - 11月13日、イェグリンシアター） - アリス 役
- アンリおじいさんと私（2017年12月15日 - 2018年2月18日／2020年12月3日 - 2021年2月14日、イエス24ステージ） - コンスタンス 役

### 広告・CM
- アモーレパシフィック「イニスフリー」（2012年） ※ユナ（少女時代）と共演
- LG電子「アイデアページ篇」（2012年）
- ロッテ七星飲料「チルソンサイダー」（2015年）
- THE SOFAA「THE SOFAA」（2015年）
- ABLE C&C「ミシャ」（2015年）
- レスポートサックコリア「レスポートサック」（2016年 - 2017年）
- ドンウォンF&B「デンマークドリンキングヨーグルト」（2016年 - 2017年）
- ロッテリカー「清河」（2016年 - 2017年）
- サラミンHR「就職ポータルサラミン」（2016年 - 2017年）
- BNHコスメティック「アクオル」（2017年）
- RGPコリア「ヨギヨ」（2019年 - 2020年）
- コロンインダストリー「エピクリーム」（2019年 - 現在）
- CKDヘルスケア「ドクターラクト」（2020年 - 現在）

## 受賞歴
- 2015年
  - 第16回釜山映画評論家協会賞 - 新人女優賞（『京城学校 消えた少女たち』）
  - 今年の女性映画人賞 - 新人演技賞（『プリースト 悪魔を葬る者』）
  - CINE21映画賞 - 今年の女性新人俳優賞（『プリースト 悪魔を葬る者』）
  - 韓国映画俳優協会スターの夜 大韓民国トップスター賞 - 韓国映画人気スター賞（『プリースト 悪魔を葬る者』）
- 2016年
  - 第7回今年の映画賞 - 新人女優賞（『プリースト 悪魔を葬る者』）
  - 第11回マックスムービー最高の映画賞 - 女性新人俳優賞・ライジングスター賞（『プリースト 悪魔を葬る者』）
  - 第21回春史大賞映画祭 - 新人女優賞（『プリースト 悪魔を葬る者』）
  - 第52回百想芸術大賞 - 女性新人演技賞（『プリースト 悪魔を葬る者』）
  - 第25回釜日映画賞 - 助演女優賞（『プリースト 悪魔を葬る者』）
  - 第37回青龍映画賞 - 助演女優賞（『プリースト 悪魔を葬る者』）
  - 第3回韓国映画製作者協会賞 - 助演女優賞（『プリースト 悪魔を葬る者』）
- 2017年
  - 第12回ゴールデンチケットアワーズ - 演劇女性俳優賞（『レット・ミー・イン』『クローサー』）
- 2019年
  - シアトル映画批評家協会 - 最優秀アンサンブル賞（『パラサイト 半地下の家族』）
- 2020年
  - 第26回全米映画俳優組合賞 - 映画部門 キャスト賞（『パラサイト 半地下の家族』）